# Wyższa Szkoła Zarządzania Środowiskiem w Tucholi
Wyższa Szkoła Zarządzania Środowiskiem w Tucholi jest samorządową, niepubliczną szkołą wyższą, która rozpoczęła działalność w 2003 i była związana z Zespołem Szkół Leśnych i Agrotechnicznych w Tucholi, którego absolwenci mogli tutaj kontynuować naukę na poziomie wyższym, od 2007 wydzielono Zespół Szkół Licealnych i Agrotechnicznych i Zespół Szkół Leśnych (Technikum Leśne). Szkoła znajduje się na terenie Borów Tucholskich.

## Kierunki
- Architektura krajobrazu
- Inżynieria środowiska
- Leśnictwo
- Ekoturystyka zdrowotna

## Koła naukowe
W uczelni działają koła: Leśników, Ogrzewnictwa i Wentylacji, Tradycji Regionalnych a także Zespół Sygnalistów Myśliwskich i Warsztaty Filmowe

## Konferencje
Uczelnia organizuje corocznie konferencje "Zarządzanie ochroną przyrody w lasach", których wyniku są publikowane jako czasopismo "Zarządzanie Ochroną Przyrody w Lasach"